# Санте Марие
Са̀нте Марѝе (на италиански: Sante Marie) е село и община в Южна Италия, провинция Акуила, регион Абруцо. Разположено е на 850 m надморска височина. Населението на общината е 1192 души (към 2014 г.).